# Cops (film, 2003)
Pour les articles homonymes, voir Cops.
Pour plus de détails, voir Fiche technique et Distribution.
Cops (Kopps) est un film suédois réalisé par Josef Fares, sorti en 2003.

## Synopsis
Dans la petite ville de province d'Högboträsk, en Suède, aucun crime ni délit grave n'a eu lieu depuis des années. Le quotidien des fonctionnaires s'écoule paisiblement, entre café, dégustation de saucisses et parfois une petite intervention visant à ramener une vache dans son enclos. Cette tranquillité pourrait signifier la fermeture du commissariat, à la grande tristesse des six policiers qui ont tissé des relations plus qu'amicales avec les villageois. Alors que les autorités étudient la situation, les six collègues décident de participer personnellement à une recrudescence des actes criminels dans la région afin de préserver leur emploi...

## Fiche technique
- Titre : Cops
- Titre original : Kopps
- Réalisation : Josef Fares
- Scénario : Josef Fares, Mikael Håfström et Vasa
- Production : Anna Anthony, Tomas Eskilsson, Louise Vesth et Lars Jönsson
- Sociétés de production : Memfis Film & Television et Zentropa
- Budget : 22 millions de couronnes suédoises (2,4 millions d'euros)
- Musique : Daniel Lemma et Bengt Nilsson
- Photographie : Aril Wretblad
- Montage : Andreas Jonsson et Michal Leszczylowski
- Direction artistique : Josefin Åsberg
- Costumes : Denise Östholm
- Pays d'origine : Suède, Danemark
- Format : Couleurs - 1,85:1 - DTS / Dolby Digital - 16 mm
- Genre : Comédie
- Durée : 90 minutes
- Dates de sortie : 24 janvier 2003 (festival de Göteborg), 7 février 2003 (Suède), 24 septembre 2003 (France)

## Distribution
- Fares Fares : Jacob
- Torkel Petersson (VF : Philippe Résimont) : Benny
- Göran Ragnerstam : Lasse
- Sissela Kyle : Agneta
- Eva Röse : Jessica Lindblad
- Christian Fiedler : Folke
- Erik Ahrnbom : Håkan
- Harry Goldstein : Göran
- Michael Fares : Mike
- Viktor Friberg : Janne
- Jan Fares : le père de Mike
- Yngve Dahlberg : Gunnar
- Kerstin Hellström : la surveillante du jardin d'enfants
- Paula McManus : le premier amour de Jacob
- Maj-Lis Hörne : Elsa

## Autour du film
- Le tournage s'est déroulé du 27 juin au 14 août 2002 à Bäckefors, dans le comté de Västra Götaland, en Suède.

## Bande originale
- Night On The Bare Mountain, composé par Modeste Moussorgski et interprété par l'Orchestre philharmonique de Slovaquie, dirigé par Daniel Nazareth
- Ett Litet Torp, interprété par Christer Lindström
- Born In The Country, interprété par Peps Persson
- Kärlek Rostar Inte, interprété par Fint Tillsammans
- Johan Falk Går In, interprété par Bengt Nilsson
- Sputnik Monroe, interprété par Robert Johnson et Punchdrunks
- Gimme Some Lovin, interprété par The Spencer Davis Group

## Distinctions
- Nomination au prix du meilleur film étranger, lors des Amanda Awards (Norvège) en 2003.
- Prix du jury, lors du Festival international du film des Bermudes en 2003.
- Prix du public, lors du Festival du film de Hambourg en 2003.
- Prix du meilleur film européen, lors du Festival des films du monde de Montréal en 2003.
- Prix du meilleur film et du meilleur acteur pour Fares Fares, lors du Festival international du cinéma de comédie de Peñíscola en 2005.